# Karstädt (stacja kolejowa)
Karstädt (niem: Bahnhof Karstädt) – stacja kolejowa w Karstädt, w regionie Brandenburgia, w Niemczech. Została otwarta w 1853 roku dla przewozów towarowych, a w 1859 roku dla ruchu pasażerskiego. Od 1911 roku do 1975 roku (przewozy pasażerskie) lub na początku lat 90. (ruch towarowy) na stacji Karstädt istniała łącznica kolejowa do Westprignitzer Kreisringbahn. Neoklasycystyczny budynek dworca jest obiektem zabytkowym.

## Położenie
Stacja znajduje się na kilometrze 144,3 linii Berlin – Hamburg, na zachód od centrum Karstädt. Linia kolejowa przebiega w przybliżeniu na osi północ-południe, przecinając w obszarze stacji, starą trasę drogi krajowej B5, która obecnie przebiega obwodnicą miasta. Około 15 kilometrów na południowy wschód jest miasto powiatowe Perleberg, niecałe 20 kilometrów na południe węzeł kolejowey Wittenberge. 

## Linie kolejowe
- Berlin – Hamburg
- Westprignitzer Kreisringbahn